# كزون
كزون (بالإنجليزية: Quezon)‏ هي محافظة تقع في الفلبين في كالابارزون. يقدر عدد سكانها بـ 1,740,638 نسمة ومساحتها 9,069.60 كم2 .

## أعلام
- كوماندر لوايواي
- ماريا لورينا باروس
- جيدو بابيلونيا